# Augila negrosensis
Augila negrosensis är en insektsart som beskrevs av Baker 1915. Augila negrosensis ingår i släktet Augila och familjen Caliscelidae. Inga underarter finns listade i Catalogue of Life.